# 櫻桃紅蟑螂
樱桃红蟑螂（学名：Periplaneta lateralis），又称东突厥蟑螂、樱桃蟑螂、樱桃红蟑，是蜚蠊科的一种蟑螂，原产于北非和中亚。成虫个体在3（1.2英寸）左右。雄虫甲壳呈褐红色，雌虫呈黑褐色，且身体较粗。樱桃红蟑螂可以飞行。它是一种常见的宠物饲料，而且因为寿命较长、不会鸣叫（产生噪音）、价格低廉而有取代蟋蟀成为主要昆虫类饲料的趋势。